# Saint-Léger-les-Vignes
Saint-Léger-les-Vignes – miejscowość i gmina we Francji, w regionie Kraj Loary, w departamencie Loara Atlantycka.
Według danych na rok 2010 gminę zamieszkiwało 1518 osób, a gęstość zaludnienia wynosiła 234 osoby/km².